# Hitto di Frisinga
Hitto von Moering o Hytto (... – 11 dicembre 834) fu vescovo di Frisinga dall'811 alla morte.

## Biografia

### La famiglia

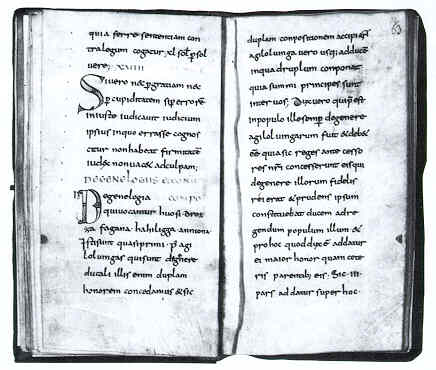
Menzione della famiglia degli Huosi nella Lex Baiuvariorum

Hitto apparteneva alla dinastia dell'alta nobiltà bavarese degli Huosi, così come i suoi predecessori Atto e Arbo (il nome figura anche come Arbeo o Aribo) e il suo successore, il nipote Erchanbert, il che rende evidente la forte influenza della nobiltà sulla nomina al vescovato.

### Diacono
Da chierico, nel 794, Hitto divenne diacono della cattedrale di Frisinga e come tale viene spesso nominato come testimone nei suoi documenti e atti notarili.

## Vescovo di Frisinga

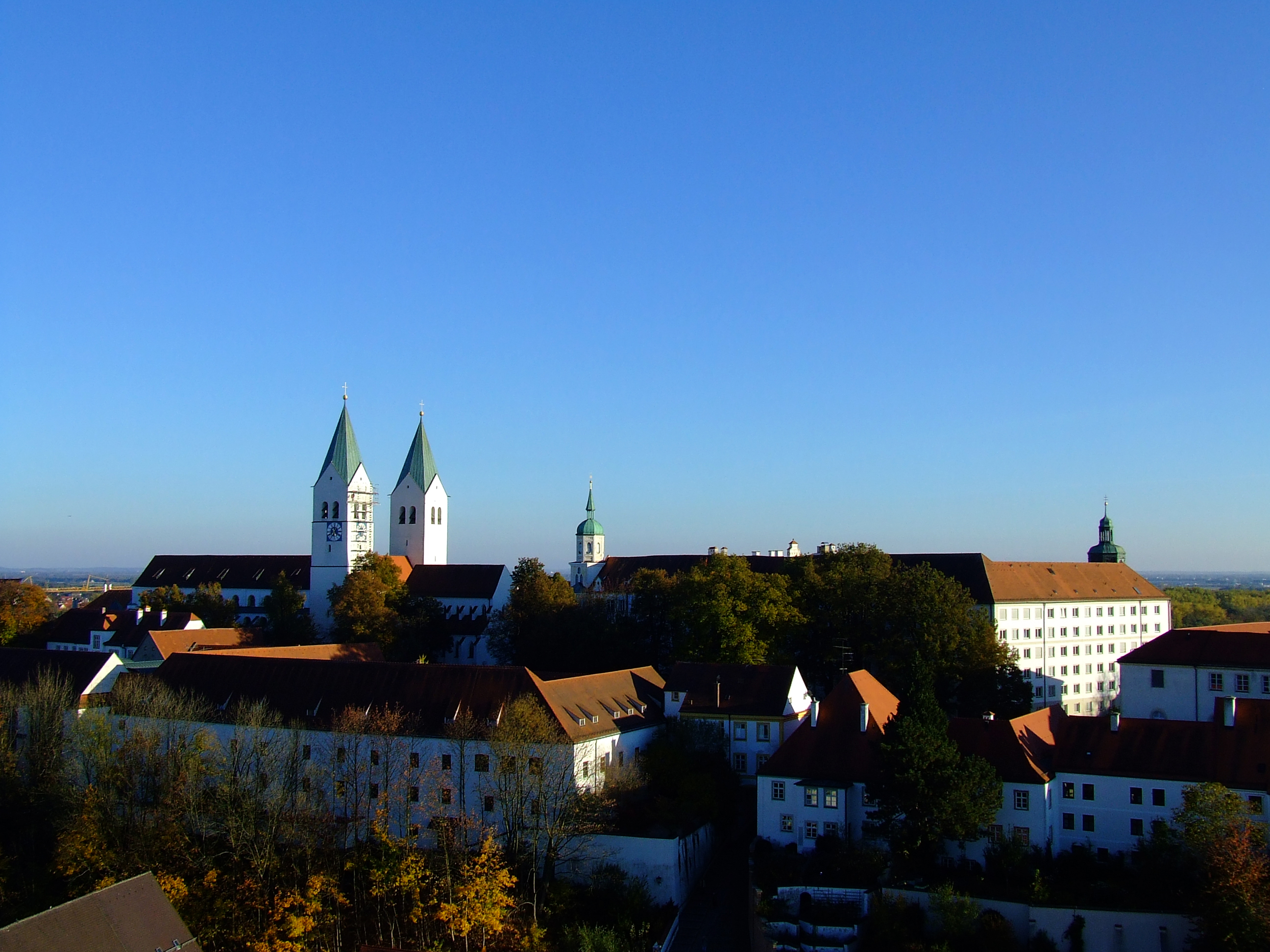
La cattedrale di Frisinga

Hitto ascese alla cattedra episcopale di Frisinga nell'anno 811 (ed ivi sarebbe rimasto sino alla morte, l'11 dicembre 834).
La sua prima menzione nei registri come vescovo di Frisinga sarebbe stata invece dell'anno successivo, 812, quantunque il predecessore Atto fosse morto più di un anno prima, se non addirittura due.

### Loscriptoriumdi Frisinga
Durante il suo vescovato, Hitto promosse in special modo lo scriptorium annesso alla biblioteca della cattedrale (fondata da Arbo, uno dei suoi avi e predecessori), dove monaci lavoravano alla copia di manoscritti e alla redazione di registri e atti di varia tipologia. Il riordino dei documenti e la trascrizione delle copie furono stimolati sia dai contatti con la cancelleria di Ludovico il Pio sia dalle controversie sulla proprietà: è inoltre rilevante che, al contempo, la cancelleria episcopale dovette confrontarsi con i cambiamenti nelle pratiche amministrative carolingie per imparare a padroneggiarli.
Durante il vescovado di Hitto, lo scriptorium raggiunse un vero e proprio picco di attività, il suo massimo fulgore: quando Hitto assunse la carica, il centro di scrittura aveva già prodotto circa 40 codici, ma al momento della sua morte i documenti vergati ai tempi di tale vescovo e lasciati alla posterità giungevano a più di 300. 

#### Il "Cartulario"

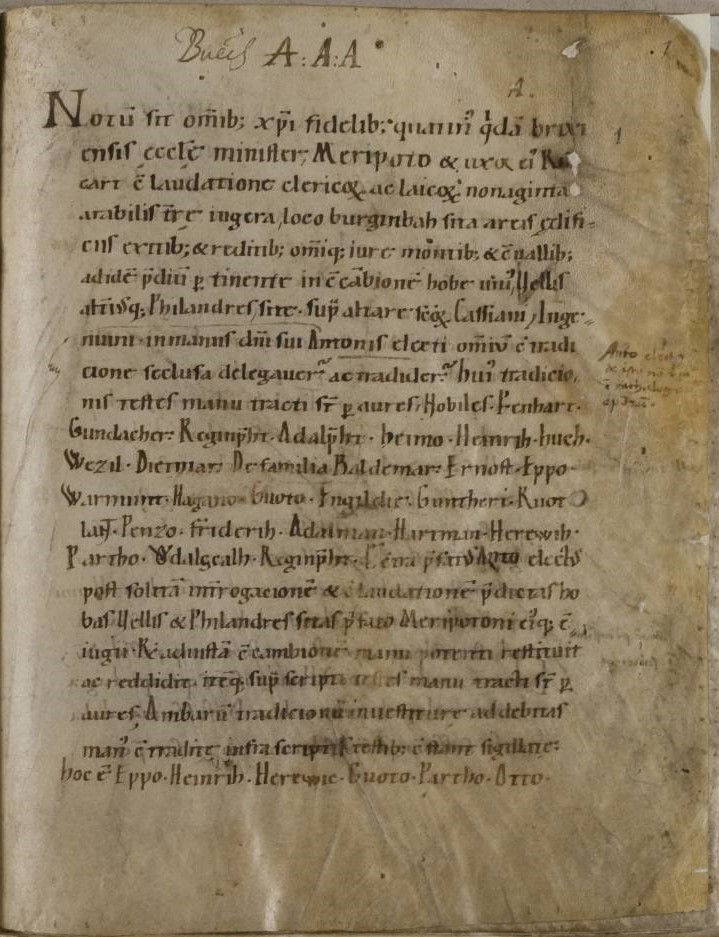
Pagina di codice di ‘’Traditionsbuch’’ (A, Cod. 139, fol. 1’’recto’’), risalente al X secolo, del principato vescovile di Bressanone

Su iniziativa del vescovo Hitto, il monaco e notaio Kozroh (o Cozroh), direttore della cancelleria episcopale, compilò nello scriptorium il primo Freisinger Traditionsbuch (traducibile in "Libro delle tradizioni di Frisinga"), o Kopialbuch, ossia Cartulario.
Il manoscritto di Cozroh (conservato nell'Archivio centrale di Stato della Baviera), un documento definito unico per la storia culturale della Baviera e per la storia antica dell'Austria, include il più antico Kopialbuch (registro) di trasferimenti alla chiesa cattedrale di Frisinga, consentendo così uno sguardo alle pratiche di donazione degli abitanti le vecchie aree di insediamento bavaresi dell'VIII e IX secolo. Dacché gli originali sono andati perduti, tale registro rappresenta il primo inventario di carte tramandato dall'archivio della cattedrale di Frisinga. In totale, su quasi 400 pagine sono stati scritti oltre 700 documenti, tra cui chartae e noticiae, nonché procedimenti giudiziari. Nelle copie sono per lo più trasmesse altresì le date degli originali, che vanno dal 744 all'848.
Il codice è composto da tre parti, di cui solo due erano previste. La prima è un registro di documenti legali risalenti al quarantennio ascritto ai vescovi precedenti Hitto (730-811), in cui figurano appunto trasferimenti afferenti al periodo dei vescovi Ermbert (730?- 748), Giuseppe (748-764), Aribo (764-783) e Atto (783-811); la seconda è un registro di cessioni, trasferimenti di proprietà e atti di contenziosi legali (tuttavia già nel periodo di Atto le carte più importanti non riguardano donazioni, ma anche decisioni di controversie registrate presso corti reali o comitali, o presso sinodi) effettuati durante l'episcopato di Hitto (811-835). Entrambe queste parti del Kopialbuch, comprendenti rispettivamente 22 e 21 quaternioni, furono scritte contemporaneamente nello scrittorio di Frisinga e unite dal 23° quaternione della prima parte, che contiene il registro delle donazioni del tempo del vescovo Hitto.
Nella terza parte, scritta dopo l'835, il Kopialbuch costituisce un resoconto conclusivo delle transazioni sotto il successore di Hitto, il vescovo Erchanbert (836-854), che arriva fino all'anno 848. Quindi, nel complesso, il cartulario rappresenta un processo di lavoro di circa 24 anni.
Lo stile di scrittura è quello tipico della tradizione carolingia del tempo di Ludovico il Pio dell'inizio del IX secolo, ma non di meno presenta peculiarità della cultura scritta tipica di Frisinga nell'VIII secolo, anzi si può affermare che il manoscritto invero presenti un ampio spettro delle pratiche di scrittura dello scriptorium di Frisinga durante la prima metà del IX secolo. I colori illuminanti, per lo più "rosso mattone", erano usati con parsimonia; alcune delle sezioni presentano pagine iniziali distinte (è il caso dei fogli 9, 25 e 73 della prima parte del Kopialbuch e del foglio 187 nella seconda).
Gli schemi testuali si alternano, non seguendo ordine cronologico né topografico. Le transazioni durante il mandato di Hitto sono ordinate rispetto alla loro datazione per anno imperiale, il che potrebbe corrispondere all'archiviazione degli originali nell'archivio di Frisinga.
La prima e la seconda parte del manoscritto furono per lo più composte da Cozroh, il quale però, in seguito, si affidò ad aiutanti dello scrittorio. Nella terza parte, sino alla fine del Codice, ci sono prove che l'apporto di Cozroh si limitò alla supervisione.
Inoltre, Carbonetti dopo aver ripreso i preziosi apporti di Hitto nelle iniziative di completamento e poi restauro dei documenti, rileva con Patrick Geary l’apporto e infine la testimonianza al proposito di Cozroh, per poi desumere che il «cartulario costituiva anche dei gesta episcoporum»: «Hitto ha in primo luogo restaurato i manoscritti dei testi sacri e ha cominciato a colmare le lacune della collezione libraria della sua cattedrale. Poi ha completato la collezione dei testi liturgici, facendoli anche decorare preziosamente. Infine ha raccomandato che fossero messe per iscritto le testimonianze di coloro che avevano arricchito la chiesa con i loro lasciti per la redenzione delle loro anime, ordinando a Cozroh di copiare in un volume tutto ciò che avrebbe trovato scritto nelle carte e confermato da testimoni. Stando al racconto di Cozroh il vescovo avrebbe insistito perché egli riunisse nel volume tutte le donazioni dai tempi dei suoi predecessori fino a lui stesso, copiando i documenti in maniera fedele, senza aggiungere o togliere alcunché, limitandosi a correggere gli errori degli scribi.»

«Fin da subito dunque, secondo Patrick Geary, il cartulario di Frisinga nasce con un triplice scopo: 1) perpetuare la memoria dei benefattori, 2) salvaguardare le testimonianze scritte dei diritti della chiesa (i titoli di proprietà e di possesso), che rischiavano di essere trafugate dai nemici della Chiesa, come già era accaduto in passato, e riunire i documenti in un tutto ordinato e facile da consultare, 3) testimoniare la storia della chiesa e dei suoi vescovi (grazie all’ordine cronologico col quale i documenti – compresi gli atti dei vescovi - erano copiati). In qualche modo il cartulario costituiva anche dei "gesta episcoporum".»
Come altresì sottolineato da Patrick Geary, e, secondo quanto rilevato dallo stesso Cozroh, l'intento di Hitto fondeva insieme l'intenzione di incrementare il fondo librario della biblioteca e di fornirla di un'ampia scelta di testi d'uso per la liturgia: un tentativo che procedeva in parallelo intrecciandosi con la produzione di libri che, mentre approfondivano l'insegnamento cristiano, ugualmente approfondivano la fede e il rito entro un coerente tessuto di storia cristiana, delle strutture, della legge ecclesiastica (o canonica: tanto che la compilazione di Cozroh, non a caso a anche notaio, aveva lo scopo di agevolare la consultazione in materia di controversie di legittimità) e dei suoi personaggi illustri e d'autorità e degli stessi benefattori, così come peraltro appunto simile intento era perseguito, oltre che a Frisinga, nella abbazia di Fulda dal più noto Rabano Mauro.

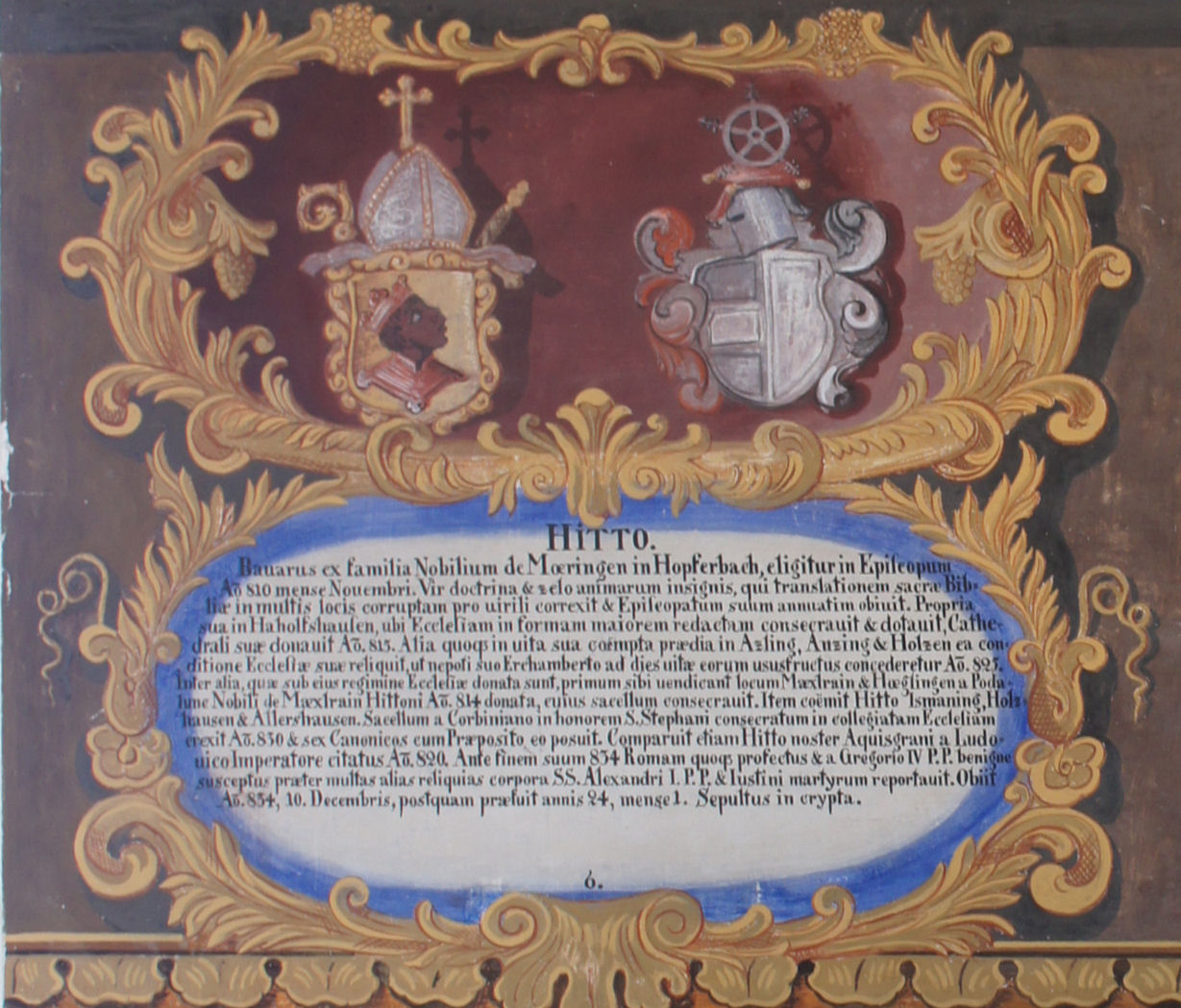
Stemma di Hitto, vescovo di Frisinga, nel Fürstengang (corridoio) tra la residenza del principe vescovo e la cattedrale di Frisinga. A sinistra lo stemma spirituale, a destra lo stemma personale, sotto un testo in latino con una breve biografia

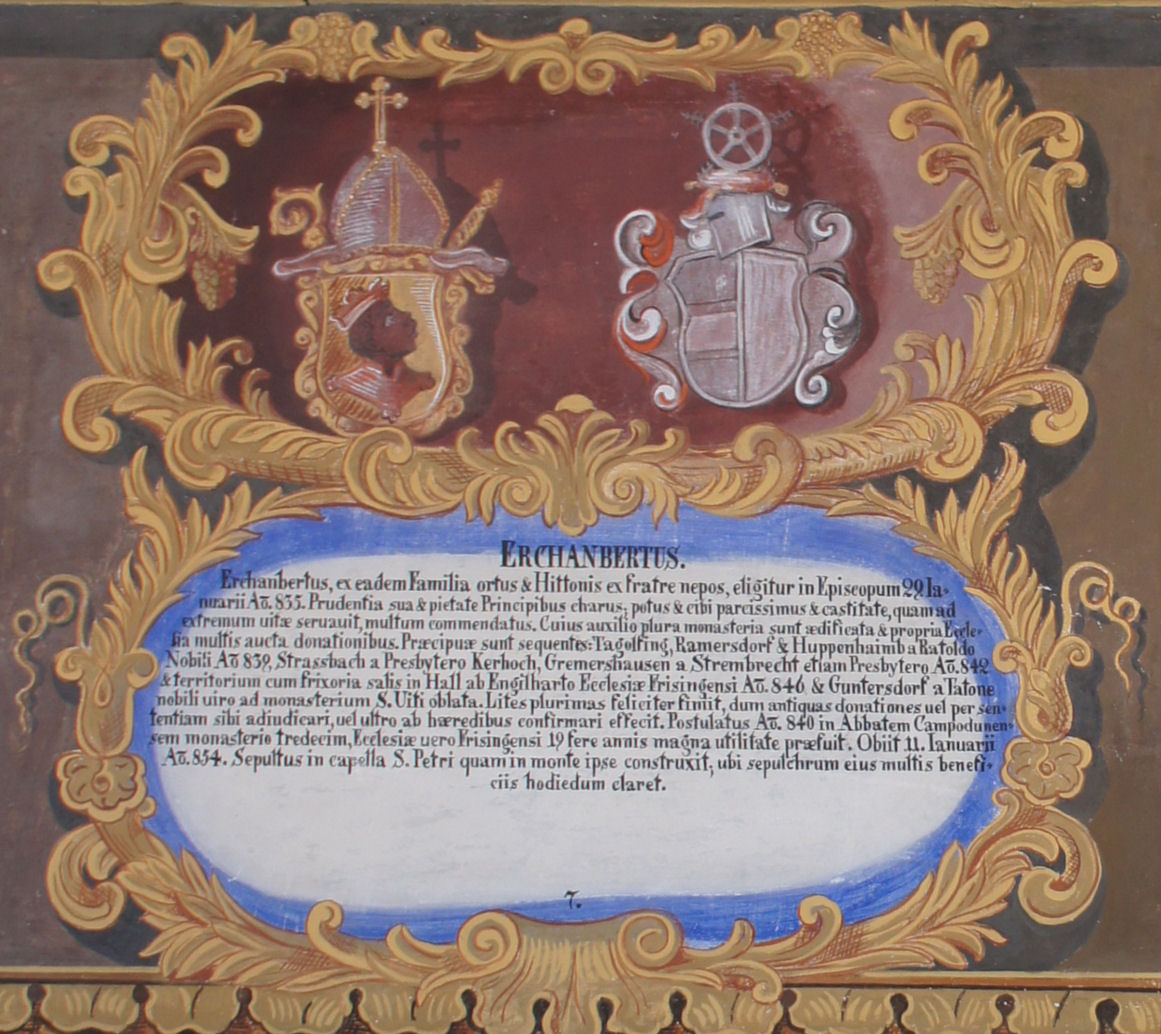
Lo stemma del vescovo Erchanbert (nipote e successore di Hitto) nel Fürstengang Freising con notizia in lingua latina

### Episcopato
Come vescovo, Hitto aveva compiuto una visita nella diocesi e aveva fatto insediare sia un prevosto, con mansioni amministrative, sia una chiesa sul monte Weihenstephan vicino a Frisinga e, in essa, sei canonici secolari: ma solo durante l'episcopato del suo successore Erchanbert per la prima volta un atto di donazione menzionava la presenza di canonici della cattedrale che non fossero monaci, ossia nell’anno 842 e poi tre anni dopo; il capitolo della cattedrale fu in seguito composto invece da monaci e canonici. Sotto i successori di Erchanbert Anno (855-75), Arnoldo (875-83) e Valdo (883-903), l'elemento monastico nel capitolo della cattedrale venne gradualmente meno; i benedettini della cattedrale sul monte si ritirarono, infatti, per stabilirsi ai piedi del Weihenstephan.
Hitto si adoperò per stabilire all'interno della diocesi la supremazia episcopale sui numerosi monasteri indipendenti, fino ad allora autonomi perché la loro fondazione e i loro statuti erano dovuti a membri di famiglie nobili, cioè ai loro patroni o "Vögte" aristocratici: come nei casi dell'abbazia di Schliersee nell'817, dell'abbazia di Schäftlarn nell'821 o 828 e dell'abbazia di Innichen e monastero di San Candido nell'822. Hitto fu pure fondatore dell'abbazia di Weihenstephan intorno all'830. Il vescovo tentò anche di introdurvi la regola di San Benedetto, ma incontrò la resistenza di altri chierici. Nella compilazione dei cartulari, Cozroh attirò inoltre l'attenzione sulla passione spesa da Hitto nel riformare gli studi sacri e la liturgia.

### Il dono delle reliquie
Hitto, secondo una tradizione antica, durante il suo pellegrinaggio a Roma nell’anno 834 ricevette da papa Gregorio IV le reliquie di san Giustino e le portò alla propria diocesi di Frisinga insieme con le reliquie del papa Alessandro I.
Più guardingo Erchanbert, il vescovo suo successore, tant'è che di lui è riportato che «dettò una lettera contro gli inganni nelle reliquie»; nel decennio successivo per di più Erchanbert inviava al clero di Frisinga una lettera importante e riservata, distinta da un notevole intento di prudenza per metterlo in guardia da tentativi di truffa.

## La morte
Hitto morì a Frisinga il giorno 11 dicembre 834 (o nell'anno 835 secondo altri) e fu sepolto nella cripta romanica della cattedrale, dove ne è anche conservato il sarcofago.